# Вінценц Гертнаґль
Вінценц Гертнаґль (нім. Vinzenz Hörtnagl, нар. 9 червня 1948, Фульпмес, Тіроль Австрія) — колишній австрійський стронгмен. Представляв команду Австрії на Літніх Олімпійських іграх в класі важка атлетика. Крім того, займався стронґменом; найвище досягнення — третє місце у змаганні «Найсильніша людина Європи» 1980. Також увійшов до Переліку найсильніших людей усіх часів, де посів 36-те місце.